# Van Deinse Instituut
Het Van Deinse Instituut was een organisatie voor heemkunde in de Nederlandse stad Enschede. Het werd vernoemd naar J.J. van Deinse, onder meer schrijver van het Twents volkslied. Het instituut had tot doel meer te weten te komen over heden en verleden van Twente. Het instituut deed dat door middel van studie en documentatie. Interessegebieden waren streekcultuur, volkskunde, streektaal, cultuurgeschiedenis en het landschap van Twente.
Het Van Deinse Instituut werd opgericht op 1 juni 1996 en was een voortzetting van de Stichting Twente Akademie en van de Vereniging Oudheidkamer Twente, welke laatste als zelfstandige vereniging bleef bestaan. In december 2006 werd het Van Deinse Instituut, dat gevestigd was in het Elderinkshuis, opgenomen in museum TwentseWelle in de wijk Roombeek.